# Bhutan Observer
Bhutan Observer è un periodico bhutanese. È stato il primo giornale privato bilingue del Paese: le lingue utilizzate sono l'inglese e il dzongkha. Il giornale segue l'idea del re Jigme Khesar Namgyal Wangchuck di trasformare il Bhutan in un paese moderno. 
Con un team di sessanta dipendenti è uno dei principali giornali bhutanesi. Ha vinto molti premi nazionali per il miglior articolo, per il miglior inserto in dzongkha, per i migliori fumetti editoriali e per la migliore storia sulla Felicità Interna Lorda.
La sezione dedicata alla lingua dzongkha si chiama Druk Nelug.